# Sarcophyton tortuosum
Sarcophyton tortuosum is een zachte koraalsoort uit de familie Alcyoniidae. De koraalsoort komt uit het geslacht Sarcophyton. Sarcophyton tortuosum werd in 1946 voor het eerst wetenschappelijk beschreven door Tixier-Durivault. 